# Árpád Kézdi
Árpád Kézdi (* 19. November 1919 in Komárom; † 20. Oktober 1983 in Budapest) war ein ungarischer Bauingenieur im Bereich Grundbau und Bodenmechanik.

## Leben
Kezdi war als Nachfolger seines Lehrers József Jáky Professor für Geotechnik an der TU Budapest. Er ist unter anderem für mehrere Lehrbücher über Grundbau und Bodenmechanik bekannt.
Er gewann den Széchenyi-Preis, war Ehrendoktor der TU Dresden (1971) und Mitglied der Ungarischen Akademie der Wissenschaften. 1957 bis zu seinem Tod war er Leiter der ungarischen Sektion der ISSMFE (International Society for Soil Mechanics and Geotechnical Engineering) und 1973 bis 1977 deren Vizepräsident für Europa. Er war einer der Hauptinitiatoren der Danube-European Conferences on Soil Mechanics and Foundation Engineering – internationale Konferenzen zu Bodenmechanik und Grundbau organisierte er seit Anfang der 1960er Jahre in Budapest.

## Schriften
- Handbuch der Bodenmechanik. 4 Bände. Verlag für Bauwesen, Berlin 1969–1976; Band 1: Bodenphysik, Band 2: Bodenmechanik im Erd-, Grund- und Straßenbau, Band 3: Bodenmechanisches Versuchswesen, Band 4: Anwendungen der Bodenmechanik in der Praxis (englische Ausgabe mit László Rétháti[2] Elsevier/Akademiai Kiado 1974–1986)
- Erddrucktheorien. Springer, 1962.
- Fragen der Bodenphysik. VDI Verlag, 1976.
- Soil Physics: Selected Topics. Elsevier / Akademiai Kiado, 1979.
- mit Iván Markó Erdbauten: Standsicherheit und Entwässerung, Budapest 1969
- Stabilisierte Erdstraßen. Verlag für Bauwesen, Berlin / Verlag der Ungarischen Akademie der Wissenschaften, Budapest 1973 (englische Ausgabe: Elsevier, 1979)
- Abschnitt Lateral earth pressure. In: F. G. Bell (Hrsg.): Ground Engineers Reference Book. Butterworth, London 1987.